# 역외구매
역외구매(域外購買)는 미국이 대외원조 자금에 의해 미국 이외의 지역에서 병기나 군수품을 조달하는 것을 가리키는 단어이다. 역외조달(域外調達)이라고도 한다. 이것은 조달 국가의 군수산업을 확대시키고 자력으로 국제수지의 개선을 꾀하게 하려는 것이다. 한국, 대만, 베트남, 일본 등을 그 대상지역으로 들 수 있다.